# 约瑟夫·德·迈斯特
约瑟夫·德·迈斯特伯爵（法語：Le comte Joseph de Maistre，1753年—1821年），是薩伏依的哲學家、作家、律師及外交官。在法國大革命之後的那段期間，他挺身為階級社會與君主制辯護。迈斯特是薩丁尼亞－皮埃蒙特國王的臣民，他曾任薩伏依參議會議員（1787年－1792年）、駐俄羅斯大使（1803年－1817年）以及在首都都灵擔任首相（1817年－1821年）。

## 著作
- 《论法国》：1796年寫成
- 《信仰与传统：迈斯特文集》
- 《论教宗》(1819)
- 《圣彼得堡之夜》(1821)
- 《培根哲学的考验》(1836)

## 书目
- 《迈斯特政治哲学研究 : 鲜血,大地与主权》 施展 - 法律